# Бастус
Бастус (порт. Bastos)  —  муниципалитет в Бразилии, входит в штат Сан-Паулу. Составная часть мезорегиона Марилия. Входит в экономико-статистический  микрорегион Тупан. Население составляет 21 676 человек на 2006 год. Занимает площадь 170,454 км². Плотность населения — 127,2 чел./км².

## История
Город основан 18 июня 1928 года. 

## Статистика
- Валовой внутренний продукт на 2003 составляет 583.447.679,00 реалов (данные: Бразильский институт географии и статистики).
- Валовой внутренний продукт на душу населения на 2003 составляет 27.551,01 реалов (данные: Бразильский институт географии и статистики).
- Индекс развития человеческого потенциала на 2000 составляет 0,798 (данные: Программа развития ООН).

## География
Климат местности: субтропический. В соответствии с классификацией Кёппена, климат относится к категории Cfb.